# Campeonato Asiático de Handebol Feminino de 2015
O Campeonato Asiático de Handebol Feminino de 2015 foi a décima quinta edição do principal campeonato de andebol (português europeu) ou handebol (português brasileiro) feminino do continente asiático. A Indonésia foi o país sede e os jogos ocorreram na cidade de Jakarta.
A Coreia do Sul foi campeã pela 12º vez, com o Japão segundo e a China terceiro.